# Fidel Antonio Orta
Fidel Antonio Orta Pérez (La Habana, 12 de septiembre de 1963) es un escritor cubano. Poeta, narrador, ensayista y guionista de cine. 

## Biografía
Nace en La Habana, Cuba, el 12 de septiembre de 1963. Cursó estudios superiores de Periodismo, Derecho y Relaciones Internacionales. Ha ejercido los más variados oficios: actor, trovador, periodista, diplomático, promotor cultural, profesor universitario y productor discográfico. Varios de sus libros han sido editados en diversos países de habla hispana. Está traducido a los idiomas inglés, francés, italiano y portugués. Sus obras de mayor impacto son: El rey de la selva (fábula, 2004), Luz de agua sencilla (poesía, 2005), El traje que vestí mañana (novela, 2008), El telescopio de la hormiga (ensayo, 2012), Dithelo Tumba (cuento, 2015) y Oscuro de luna (novela, 2016).

Además de su trabajo como escritor, ha desarrollado una intensa labor como investigador y conferencista, llevando sus clases y conferencias  a diferentes universidades, centros culturales y eventos de América Latina y Europa. Fue Profesor  Titular  de  Literatura Hispanoamericana y Dramaturgia en las Universidades  Mayor  y  Bolivariana de Santiago de Chile. A propuesta del Concilio Doctoral de México, ha sido distinguido en dos ocasiones con el título de doctor honoris causa en Cultura y Humanidades. En 2016 le fue conferida la medalla a la “Excelencia Académica”, que con carácter de excepción entrega el Claustro Mundial Universitario.
“…Fidel Antonio Orta trae en las venas el torrente creativo. Estamos frente a un hombre que encarna un sueño. Estamos frente a un artista, frente a un maestro: poeta, narrador, ensayista, investigador de la identidad latinoamericana, alguien que también entrega su experiencia en su labor como profesor y conferencista…”                                                                                                                                                                                                                              Marcelo Lira (Sociedad de Escritores de Chile)
En una buena parte de sus ensayos, clases y conferencias, destacan los análisis sobre cultura, sociedad, identidad, arte, gestión cultural, técnicas narrativas, guiones de cine, historia de la música, teatro latinoamericano, literatura cubana, televisión, postmodernismo y teoría de la expresión poética. Ha colaborado sistemáticamente con publicaciones literarias de Cuba, Argentina, Uruguay, Chile, España, Costa Rica, Nicaragua y México.
Es miembro de la Unión Nacional de Escritores y Artistas de Cuba (UNEAC). Entre los años 2013 y 2016 ocupó el cargo de Consejero Cultural de la Embajada de la República de Cuba en México, integrando en la actualidad la directiva de la Sociedad Cubano-Mexicana para las Relaciones Culturales. Dirige en La Habana la Oficina de Investigación y Promoción Cultural “Indio Naborí”.

## Obras

### Cuento
- El rey de la selva. (Fábula. Ediciones “Extramuros”. 2004. Cuba). Con ilustraciones de Francisco Blanco y nota editorial de Virgilio López Lemus.
- Posición horizontal. (Cuento. Ediciones “Santiago”.2005. Cuba). Con prólogo de Margarita Mateo.
- Dithelo Tumba. (Cuento. Editorial “UB”. 2010. Chile)
- Dithelo Tumba. (Cuento. Segunda edición ampliada. Editorial “BUAP”. 2015. México)
- Somos nosotros. (Cuento. Editorial “La tinta de Alcatraz”. 2016. México)

### Novela
- Porfiadas palabras. (Novela. Editorial “Futuro”. 2005. Chile)
- El traje que vestí mañana. (Novela. Editorial “UB”. 2009. Chile).
- Oscuro de luna. (Novela. Ediciones “Fondo Editorial del Estado de México”. 2016. México)

### Ensayo
- Más acá del mundo. (Ensayo. Editorial “UB”. 2008. Chile)
- El telescopio de la hormiga. (Ensayo. Editorial “Frente de Afirmación Hispanista de México”. 2012. México-España). Con prólogo de Maximiano Trapero.
- Sobre el silencio profundo. (Ensayo. Editorial “IPN”. 2014. México)
- El telescopio de la hormiga. (Ensayo. Segunda edición ampliada. Grupo editorial “Cenzontle”. 2014. México)
- El aire azul de La Habana. (Ensayo. Ediciones “Fondo Editorial del Estado de Coahuila”. 2016. México)
- El telescopio de la hormiga. (Ensayo. Tercera edición ampliada. Ediciones “Unión”. 2017. Cuba)

### Poesía
- Luz de agua sencilla. (Poesía. Editorial “San Lope”. 2005. Cuba). Con prólogo de Teresa Melo.

### Cine
- Septiembre (guion para largometraje de ficción, 2010).
- Se vende (largometraje de ficción. Asesor de guion, 2012).
- Fátima o El parque de la fraternidad (guion para largometraje de ficción, 2013).[9]
- El murciélago de la calle Obispo (guion para largometraje de ficción, 2014).
- El infinito rumor del agua (guion para largometraje de ficción, 2016).
- Desde un mirador profundo (documental. Asesor de guion, 2018).[10]
- Cristal de aumento (serie de televisión en ocho episodios. Asesor de guion, 2019).
- La vida real (guion para serie de televisión en doce episodios, 2020).